# Бег
Бег (тур. bey — „вођа“) је наслов који се традиционално користио за вође мањих турских племенских група. У историјским аналима, многе турске и персијске вође су имале титуле bey, бег или beigh. Све три су истог значења — „лидер“. Регија, провинција или вилајет (тур. vilayet), у којем је бег владао, називао се beylik, односно „беговина," што у грубим цртама одговара „емирату“ или „кнежевини“.
Прва три владара Османског царства су имали титуле бега а не султана. Мурат I је добио право звања „султана“ од халифа у Каиру 1383.
Од тада се звање „бег“ односи на гувернера османског вилајета (провинције). С лабавом османском структуром, важније провинције су биле склоне аутономији и самоодрживости. У следећем веку су владари градова Бурса и Једрене имали титуле „бега“. Касније је титула владара суверене државе Туниса била „бег“.
Крајем 19. века је назив „бег“ редукован на почасни назив, нешто што отприлике одговара енглеској титули „Сер“. У данашњој Турској и Азербејџану, назив бега има значење „господин“.
Варијацијски облици бег или Баиг се још увек користе у презименима у јужној и централној Азији, као и на Балкану. У словенским именима постоји спој са словенским -(ов)ић додатком, као на пример у презименима Беговић, Изетбеговић, Авдибеговић, Смаилбеговић, и томе слично.

## Етимологија
Реч је у енглески ушла од турског бег, која и сама потиче од старотурског бег, која се – у облику bäg – помиње још у Орхонским натписима (8. век) и обично се преводи као „племенски вођа".. Стварно порекло речи је још увек спорно, мада углавном постоји сагласност да је реч о позајмљеници, на старотурском. Ова турска реч се обично сматра позајмицом из иранског језика. Међутим, немачки турколог Герхард Доерфер оценио је извођење из иранског наизглед атрактивно, али прилично неизвесно, и указао на могућност да је реч заиста туркијска. Научници су предложили две главне етимологије:
- средњоперсијски назив bag (такође baγ или βaγ,[5] староирански baga; уп. санскрит भग / bhaga) што значи „лорд” и „господар”.[5] Питер Голден изводи реч преко согдијског bġy из истог иранског корена.[4][8] Сви средњоирански језици задржавају облике изведене од baga- у значењу „бог“: средњеперсијски bay (множина bayān, baʾān), партски baγ, бактријски баго, согдијски βγ-,[5] и коришћени су као почасне титуле краљева и других људи високог ранга у значењу „лорд”.[5][9] Ирански bāy (преко везе са староиндијском именицом bhāgá „поседовање, парцела“[10][5]) дао је турску реч bai (богат), одакле монголско име Bayan (богат).[5][7]
- кинеска титула pö (伯 мандарински bó; њен историјски изговор је pök или pak или perjk, како је реконструисао Едвин Пулибланк), што значи старији брат и феудални газда.[4]

## Турски и азербејџански бегови
Османска држава је почела као једна од десетак турских Гази бејлика, упоредивих са западноевропским војводствима, на које је Анадолија (тј. Азијска Турска или Мала Азија) била подељена након распада селџучког султаната Иконион (Конија) и војне пропасти Византијског царства. Њен главни град је била Бурса. До 1336. анектирао је Бејлик од Карасија, свог западног суседа на обали Мраморног мора, и након тога је почео прилично брзо да се шири.
Како је Османско царство прерасло из бејлика у царски султанат, титула „бег“ је почела да се примењује на подређене војне и административне официре, као што су управник округа и мањи војни гувернери нижег нивоа. Потоњи су обично носили назив санџакбег (по изразу „санџак”, који је означавао војнички барјак коњског репа). Бегови су били нижи по рангу од паша и гувернера провинција (валије су обично су носиле титулу паше), који су управљали већином османских вилајета (провинција), али виши од ефендија.
На крају су поглавари некадашњих отоманских престоница Бурсе и Једрена (раније византијског Адријанопоља у Тракији) означени као „бегови“.
До краја 19. века, „бег” је у Османском царству сведен на почасну титулу. Док на казашком и другим централноазијским туркијским језицима бай остаје прилично почасна титула, у савременом турском, и у Азербејџану, реч „бег“ (или „бај“) једноставно значи „господин“ (упореди ефендију) или „сер“ и користи се у значењу „поглавар“ само у историјском контексту. Беј се користи и у турском у комбинованом облику за одређене војне чинове, нпр. албај, што значи пуковник, од алај „пук” и -бај, и јарбај, што значи потпуковник, од јардим „помоћ” и -бај (дакле, „помоћник албај”).
Луси Мери Џејн Гарнет је написала у делу Турски живот у граду и селу из 1904. да „угледне личности и њихови синови” као и „високи владини званичници” могу да постану бегови, што је била једна од две „само конвенционалне ознаке неодређене као што је „есквајер” постао у Уједињеном Краљевству“.
Републиканске турске власти укинуле су ту титулу око 1930-их.

## Бегови другде
Титула бег (арап. بيه) се такође звала beyk или бек (بيك) – од турског beyg (بيـگ) – у северној Африци, укључујући Египат. Бег је могао да има сличну функцију у арапским државама које су се отцепиле од Високе порте, као што су Египат и Судан под династијом Мухамеда Алија, где је био чин испод паше (задржан у две класе ранга после 1922.) и титула љубазности за пашиног сина.
Чак и много раније, титула виртуелног суверена у варварским северноафричким државама „регентства“ била је „беј“ (упореди деј). Посебно у Тунису, династија Хусејнида користила је читав низ наслова и стилова укључујући беј.